# Александар Узелац
Александар Узелац (Београд, 1981) српски је историчар и бави се изучавањем средњег века.

## Биографија
Рођен 1981. године у Београду. На Филозофском факултету Универзитета у Београду, Катедра за општу историју средњег века, дипломирао је 2005, магистрирао три године касније, а докторирао 2013. године. Специјализовао се на Историјском факултету Софијског универзитета „Св. Климент Охридски" као стипендиста министарства просвете Републике Бугарске. Од 2010. ради у Историјском институту у Београду, а 2015. године постао је спољни сарадник Института Марџани Академије наука Татарстана у Казању (Русија).
Аутор је око тридесет научних радова објављених у домаћим и иностраним часописима на српском, енглеском, руском и бугарском језику. Приредио је дела шпанског путописца Кабесе де Ваке, као и Марка Пола, у издању Утопије. Коаутор је критичког издања Описа источне Европе, пропраћеног преводом на српски језик (Историјски институт: Београд 2013). Учествовао је на бројним научним конференцијама, углавном у Русији и Бугарској. Био је предавач на летњој школи Маёарска баштина (Magyar Örökség) у Бароту, Румунија 2015. године. Члан је редакције часописа Золотоордынское обозрение. Координатор је међународног програма Салона стрипа, традиционалне манифестације коју организује и води београдски Студентски културни центар.

### Важнији радови
- Живковић, Тибор; Петровић, Владета; Узелац, Александар; Кунчер, Драгана (2013). Anonymi Descriptio Europae Orientalis: Анонимов Опис источне Европе. Београд: Историјски институт.
- Узелац, Александар (2015). Под сенком пса: Татари и јужнословенске земље у другој половини XIII века. Београд: Утопија.
- Uzelac, Aleksandar (2015). „Foreign Soldiers in the Nemanjić State – A Critical Overview”. Београдски историјски гласник: Belgrade Historical Review. 6: 69—89.
- Узелац, Александар (2017). „Држава Немањића у географским представама западноевропских савременика”. Српска краљевства у средњем веку. Краљево: Град Краљево. стр. 357—380.
- Узелац, Александар (2018). Крсташи и Срби (XI-XII век). Београд: Утопија.
- Uzelac, Aleksandar (2018). „Prince Michael of Zahumlje – a Serbian ally of tsar Symeon”. Emperor Symeon's Bulgaria in the History of Europe's South-East: 1100 years from the Battle of Achelous. 1. София: St Kliment Ohridski University Press. стр. 236—245.
- Узелац, Александар (2021). „Марија де Кајо, сестра краљице Јелене”. Између Подунавља и Средоземља. Пожаревац; Ниш: Народни музеј; Центар за црквене студије. стр. 187—206.
- Узелац, Александар (2023). Од Урала до Цариграда: Монголски поход на Eвропу : (1236-1243). Београд: Историјски институт.
- Uzelac, Aleksandar (2025). „Patrimony of Queen Jelena (On the Background of Serbian-Hungarian Conflicts in the Thirteenth and Fourteenth Centuries)” (PDF). Црквене студије: Church Studies. 22: 303—315. Архивирано из оригинала 08. 02. 2025. г. Приступљено 15. 02. 2025.